# A-3101
La carretera A-3101 es una carretera que une la carretera  A-420  con el municipio de Villa del Río. Mide 10,24 km.